# Батиров Артур Артурович
Артур Артурович Батиров (рос. Артур Артурович Батыров, тат. Артур Артур улы Батыров; 19 жовтня 1993, Давлеканово, Росія — 21 травня 2022, Ізюм, Україна) — російський офіцер, старший лейтенант ЗС РФ. Кавалер ордена Мужності.

## Біографія
Син Артура Нафізовича Батировича і його дружини Расілі Султангаліївни, вчительки молодших класів школи-ліцею №4 в Давлеканово. В 2000 році вступив в початкову шкоду №2. Після закінчення дев'ятого класу ліцею №4 вступив в ПТУ №130, який закінчив з червоним дипломом за спеціальністю «кухар-кондитер». В 2012 році вступив в Башкирський державний аграрний університет, проте в жовтні був призваний в армію. В серпні 2013 року вступив у Військову академію матеріально-технічного забезпечення, після завершення якої продовжив службу в армії. В 2019 році призначений командиром роти постачання мотоциклетного полку.  З листопада 2020 року — командир мотоциклетного взводу 1-ї гвардійської танкової армії Західного військового округу. Учасник вторгнення в Україну. Загинув у бою. 23 травня 2022 року був похований в Давлеканово. Траурну церемонію відвідав голова Башкортостану Радій Хабіров.

## Нагороди
- Орден генерала Шаймуратова (2022, посмертно) — 23 травня 2022 року переданий батькам Батирова Радієм Хабіровим.
- Орден Мужності (2022, посмертно)